# カタコイ・カノン
『カタコイ・カノン』は、胡桃ちのによる日本の4コマ漫画作品。
私設図書館「傍木一図書館」で起こる不思議な恋愛物語を描いた作品。『まんがライフ』（竹書房）にて2011年11月号から2016年3月号まで連載された。話数表記は「Page・○」。物語の舞台は作者が在住している神戸市となっており、傍木一図書館は旧グッゲンハイム邸がモデルとなっている。

## 登場人物
霹靂 歌音（はたた カノン）
女子高生。通称カノン。銀月とは幼馴染であり片思いの相手。読書好きで、傍木一図書館は3歳の時からの常連である。
「人生いつ終わるかわからないから、100%全力で生きる」が信条。
傍木一 銀月（かたこい ぎんげつ）
傍木一図書館の二代目館長。24歳。館長のかたわら、無料で開放している図書館の維持費を捻出するため副業として塾講師を勤めている。
神戸で祖父の要と暮らしていたが、16歳の時に双子の兄、金星の病気により6年間東京で暮していた。
傍木一 要（かたこい かなめ）
傍木一図書館の初代館長であり、銀月の祖父。
作品世界の2年前に死去。その直前に本の妖精と合体し図書館にとどまっている。生前は落ち着いた人物だったが、合体後は軽いノリの性格に変化した。
本の妖精
要との共存相手。

瑠陽（ルイ）
銀月の叔母。天堕♡快（あまだ カイ）というペンネームでレディースコミックを描いている。52歳のバツ3だが、外見はカノン曰く「30代にしか見えない」程若い。かつて銀月と恋愛関係になっていた。
黒姫 灯子（くろひめ とうこ）
小学校時代からのカノンの親友。あだ名は「ぶらこ」（カノンの命名。由来は黒姫灯子→黒子→ブラックこ→ぶらこ）。大阪府出身。漫画好きで王子様フェチ。学業成績は優秀。
天堕（瑠陽）の作品の大ファンで、半ば押しかけ同然に彼女のアシスタントとして働いているが、アシスタントとしての技術力はお世辞にも高いとは言えず、天堕とカノンにとっては有難迷惑状態になっている。
宇王 皇妃（うおう こうひ）
銀月の祖母であり、瑠陽の母。要とは銀月が生まれる前に離婚している。
宇王 金星（うおう きんせい）
銀月の双子の兄。現在は祖母・皇妃の秘書を務める。
美星（みほし）
ルイの妹で金星・銀月の母。2人を出産後突如失踪する。
暁月（あきつき）
ルイの弟で美星の兄。
現在は妻の家の会社を継ぐため婿養子となっている。
実は金星・銀月の父親であるが、美星の失踪後2人が自分の子供であることを忘れ去ってしまった。現在は金星とは叔父・甥という立場で接している。
芳和（よしかず）
カノンの小学校時代の同級生で元恋人。あだ名は名前を音読みした「ホーワくん」。
小学4年の時にカノンと同じクラスになったのがきっかけでつきあいが始まったが、小学6年の冬に離婚したことにより心労が重なった母親の無理心中の道連れにされて死亡した（母親は生き残った。現在は病院（精神病院と思われる）に入院している）。この出来事が現在のカノンの性格を形成させるきっかけとなった。

## 書誌情報
- 胡桃ちの 『カタコイ・カノン』 竹書房 〈バンブーコミックス〉 全3巻
  1. 2013年5月27日発売[8]（2013年6月10日初版発行） ISBN 978-4-8124-8187-5
  2. 2015年2月27日発売[9]（2015年3月13日初版発行） ISBN 978-4-8019-5095-5
  3. 2016年3月7日発売[10]（2016年3月21日初版発行） ISBN 978-4-8019-5470-0